# Michael Park (rallynavigator)
Michael Park (Newent, 22 juni 1966 – 18 september 2005), bijgenaamd 'Beef', was een Brits rallynavigator.

## Carrière
Michael Park werd prominent als navigator in de jaren negentig. In 1994 nam hij voor het eerst deel aan een rally uit het Wereldkampioenschap rally, samen met Brits rallyrijder David Higgins. In 1999 werkte hij samen met Abdullah Bakhashab een programma af in het WK met een Toyota Corolla WRC, met als beste resultaat een achtste plaats in China. In het seizoen 2000 werd hij de navigator van Markko Märtin uit Estland, eveneens actief in een Corolla WRC. Het duo profileerde zich dat jaar in het kampioenschap, en behaalde als privé-team een WK-kampioenschapspunt tijdens de rally van Cyprus, eindigend als zesde. Voor 2001 werden ze opgenomen bij het fabrieksteam van Subaru, waar Märtin werd gestald als derde rijder. Het seizoen verliep niet succesvol, maar samen behaalde ze wel een vijfde plaats in Finland en een zesde plaats in Corsica. Desondanks werden ze uit het team gezet en uiteindelijk opgevangen door Ford, waarmee zij in 2002 een volledig seizoen mee afwerkte. Märtin en Park reden een sterk seizoen waarin veel punten behaald werden. Een definitieve doorbraak voor het duo kwam met het behalen van een tweede plaats tijdens de rally van Groot-Brittannië aan het slot van het seizoen.

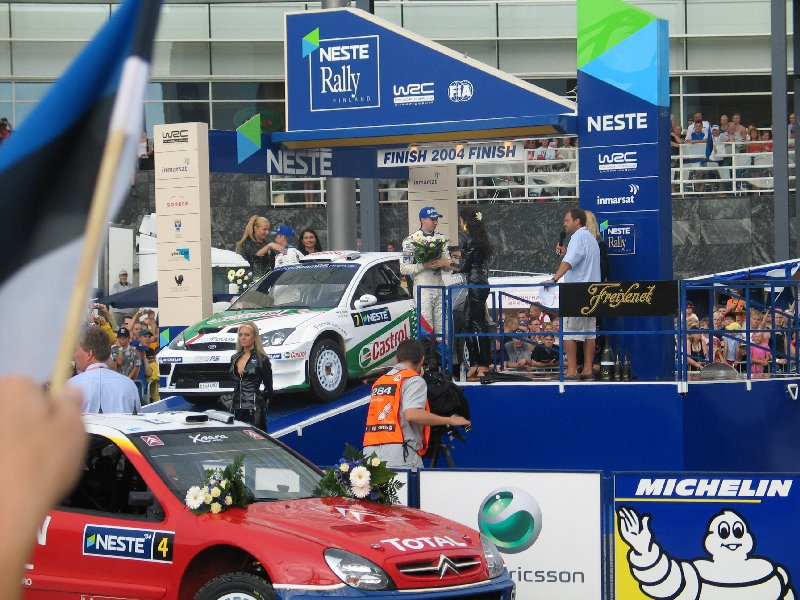
Märtin en Park vieren een tweede plaats in Finland in 2004

Märtin en Park waren vanaf het seizoen 2003 het kop duo bij Ford, die dat jaar een nieuwe versie van de Ford Focus RS WRC introduceerde. Tijdens de rally van Griekenland wonnen zij hun eerste WK-rally en later in het seizoen schreven ze ook de WK-ronde van Finland op hun naam. Dit ging echter gepaard met technische problemen aan het materiaal, waardoor ze in het kampioenschap content moesten zijn met een vijfde plaats. In 2004 wonnen ze dit keer driemaal, in Mexico, Corsica en Catalonië, en eindigden ze als derde in het kampioenschap.
Voor het seizoen 2005 maakten Märtin en Park de overstap naar Peugeot, die actief waren met de Peugeot 307 WRC. Ze werden hier teamgenotes van Marcus Grönholm en navigator Timo Rautiainen. Het duo wist dat jaar consistent punten te pakken voor het kampioenschap, maar een overwinning bleef uit. Tijdens de Rally van Groot-Brittannië sloeg het noodlot echter toe. Op de vijftiende klassementsproef botste hun Peugeot aan de zijde van de navigator tegen een boom op. Dit ongeluk kostte de 39-jarige Michael Park direct het leven, terwijl Markko Märtin ongedeerd bleef. Park liet een vrouw en twee kinderen achter.